# Éliot Grondin
Éliot Grondin (ur. 19 kwietnia 2001 w Sainte-Marie) – kanadyjski snowboardzista specjalizujący się w snowcrossie, brązowy medalista mistrzostw świata, mistrz oraz dwukrotny wicemistrz świata juniorów.

## Życie prywatne
Urodzony w Saint-Romuald w Kanadzie, jednak wychował się w miejscowości Sainte-Marie. Snowboarding zaczął uprawiać w wieku czterech lat, chcąc w przyszłości naśladować Shauna White'a. W pierwszych zawodach snowboardowych wystąpił w wieku ośmiu lat. Poza snowboardingiem interesuje się kolarstwem górskim, kolarstwem BMX, skateboardingiem oraz budową własnych torów snowboardowych. Jak twierdzi, w profesjonalnej karierze został zainspirowany przez postać oraz sukcesy Dominique Maltais.

## Kariera
Występy na arenie międzynarodowej rozpoczął w lutym 2017 roku w zawodach z cyklu Pucharu Ameryki Północnej. Już w trzecim występie w konkursach tego cyklu stanął na podium, zajmując 3. miejsce w Craigleith. W klasyfikacji generalnej zawodów tej rangi, zajął między innymi 6. miejsce w sezonie 2018/2019. W lutym 2017 roku zadebiutował w mistrzostwach świata juniorów w Klínovcu, w których to uplasował się na 7. lokacie. Dwa kolejne występy w tych zawodach, kolejno w 2018 roku w Cardronie oraz w 2019 roku w Reiteralm przynosiły Kanadyjczykowi srebrne medale. W marcu 2021 roku podczas mistrzostw świata w juniorów w Krasnojarsku był już najlepszy, zdobywając tym samym złoty medal.
We wrześniu 2017 roku zadebiutował w zawodach z cyklu Pucharu Świata. Podczas dwóch konkursów rozgrywanych w argentyńskim Cerro Catedral zajął odległe, 39. oraz 45. lokaty. W lutym 2018 roku po raz pierwszy wystartował w igrzyskach olimpijskich w Pjongczangu, w nich rywalizację zakończył na 36. miejscu. Rok później, również bez powodzenia, zadebiutował w mistrzostwach świata w Solitude, w których to był 27. indywidualnie oraz 10. w konkursie drużynowym.
Po raz pierwszy na podium zawodów pucharowych stanął w styczniu 2020 roku, kiedy to zajął 2. lokatę w konkursie w kanadyjskim Big White. Sezon 2019/2020 zakończył na 7. miejscu w klasyfikacji snowcrossu, z kolei sezon później był drugi. W lutym 2021 roku wywalczył brązowy medal podczas mistrzostw świata w Idre Fjäll.

## Osiągnięcia

### Igrzyska olimpijskie
| Miejsce | Dzień     | Rok  | Miejscowość | Konkurencja              | Zwycięzca           |
| ------- | --------- | ---- | ----------- | ------------------------ | ------------------- |
| 36.     | 15 lutego | 2018 | Pjongczang  | Snowboardcross           | Pierre Vaultier     |
| 2.      | 10 lutego | 2022 | Pekin       | Snowboardcross           | Alessandro Hämmerle |
| 3.      | 12 lutego | 2022 | Pekin       | Snowboardcross drużynowy | Stany Zjednoczone   |

### Mistrzostwa świata
| Miejsce | Dzień     | Rok  | Miejscowość | Konkurencja              | Zwycięzca         |
| ------- | --------- | ---- | ----------- | ------------------------ | ----------------- |
| 27.     | 1 lutego  | 2019 | Solitude    | Snowboardcross           | Mick Dierdorff    |
| 10.     | 3 lutego  | 2019 | Solitude    | Snowboardcross drużynowy | Stany Zjednoczone |
| 3.      | 11 lutego | 2021 | Idre Fjäll  | Snowboardcross           | Lucas Eguibar     |
| 13.     | 12 lutego | 2021 | Idre Fjäll  | Snowboardcross drużynowy | Australia         |

### Puchar Świata

#### Miejsca w klasyfikacji generalnej snowboardcrossu
- sezon 2017/2018: 37.
- sezon 2018/2019: 25.
- sezon 2019/2020: 7.
- sezon 2020/2021: 2.
- sezon 2021/2022:

#### Miejsca na podium w zawodach
1. Big White – 25 stycznia 2020 (snowcross) – 2. miejsce
2. Chiesa in Valmalenco – 23 stycznia 2021 (snowcross) – 2. miejsce
3. Bakuriani – 4 marca 2021 (snowcross) – 1. miejsce
4. Cervinia – 18 grudnia 2021 (snowcross) - 2. miejsce